# 殺手 (系列小說)
《杀手》是台湾作家九把刀的系列小说。系列中的每個故事主角皆不同，並以多方視角敘述個別殺手的生活或共通的事件。其中《杀手，风华绝代的正义》的〈殺手·歐陽盆栽——每件事都有它的代價〉改編電影《殺手歐陽盆栽》，於2011年上映。

## 系列作品
| 书名                 | 主要登场殺手      | 其他登场殺手                                       | 出版日         |
| -------------------- | ----------------- | -------------------------------------------------- | -------------- |
| 殺手，登峰造极的畫   | 鹰、G、吉思美、角 | 霜、西門、月                                       | 2005年5月20日  |
| 殺手，风华绝代的正义 | 月、欧阳盆栽      | 豺狼、騙神                                         | 2005年10月20日 |
| 殺手，夙興夜寐的犯罪 | 九十九、"猫胎人"  | 欧阳盆栽、藍調爵士、鬼哥、三個月小姐               | 2006年11月30日 |
| 殺手，流离寻岸的花   | 铁块              | 豺狼                                               | 2008年1月8日   |
| 殺手，无与伦比的自由 | Mr.NeverDie       | 乌鸦男、兵毒、G                                    | 2009年6月26日  |
| 殺手，价值连城的幸运 | 阿乐              | 小仙、燕子、不夜橙、火鱼、Mr.NeverDie              | 2011年2月15日  |
| 殺手，回光返照的命运 | 火鱼              | 藍調爵士、不夜橙、阿樂、燕子、Mr.NeverDie、G、鐵塊 | 2013年2月5日   |
| 殺手，末路花開的美夢 | 不夜橙            | 阿樂、火鱼、燕子、Mr.NeverDie                      | 2015年1月20日  |
| 殺手，勢如破竹的勇氣 | 炮頭              | 小仙、G、烏鴉男、兵毒、蠅縫                        | 2017年1月24日  |
| 殺手，流燄繽紛的奇蹟 | 阿樂、燕子        | 閻摩                                               | 2019年3月29日  |

## 殺手法則

### 殺手三大法則
1. 不能愛上目標，也不能愛上委託人
2. 絕不透露出委託人身分。除非委託人想殺自己滅口
3. 下了班就不是殺手。即使喝醉了、睡夢中、做愛時、也得牢牢記住這點

### 殺手三大職業道德
1. 絕不搶生意，殺人沒有這麼好玩，賺錢也不是這種賺法
2. 若親朋好友被殺，也絕不找同行報復，亦不可逼迫同行供出雇主身分
3. 保持心情愉快，永遠都別說「這是最後一次」

## CABINET鬼子公約
1. 絕對不能讓殺手知道鬼子的真實身分。
2. 任務結束後，鬼子必須停止任何為了保護殺手所做的追蹤與監看。
3. 掉在地上的東西不能撿起來吃，弄丟的東西不可以回去找。
4. 絕不能使用集點卡。任何，集點卡。

## 殺手世界觀
- 蟬堡：殺手在成功殺掉目標後，額外得到的報酬，須接受委託才會收到（貓胎人、小恩即無法），可做為殺手的證明（歐陽盆栽、Mr.Neverdie）。每次收到的章節散亂不一，送達方式不明。大部分殺手都很享受閱讀這份額外報酬的樂趣。故事內容為Dr.Hydra九個惡魔人格誕生的黑暗故事。從沒有人見到蟬堡的送達人。
- 殺手經紀人：幫忙接單，並接洽殺手。
- 鬼子：收取額外的費用的幫手。各種身分不明，依照費用的高低服務不同。從切斷監視器畫面到協助入侵目標住宅都在服務範圍內。鬼子們有一個互相交易資訊的暗網『CABINET 櫃子』，在網站的首頁上有這鬼子的四大公約：1.不能讓殺手知道鬼子的真實身份、2.任務結束後必須停止對殺手的任何追蹤、3.掉到地上的東西不能撿起來吃，丟失的東西不能去找回、4.絕對不使用集點卡，任何，集點卡
- 燒盆：訓練殺手。
- 黑手：幫殺手處理屍體。
- 當代殺手最強的三大傳說：為當代殺手界最強最具代表性的三大殺手。是G、豺狼和Mr.NeverDie。
- 制約：退出殺手的條件。

## 主要角色

### 殺手
| 姓名        | 主要登場章節                   | 制約                                       | 目前狀態                                            | 簡介 |
| ----------- | ------------------------------ | ------------------------------------------ | --------------------------------------------------- | --- |
| 鷹          | 殺手，陽台上燦爛的花。         | 遇到喜歡我，我也喜歡的女人。               | 不明。達成制約。                                    | - 假名陳可誠。 - 每次出任務只會用兩粒子彈，如果兩顆子彈都沒打死對方馬上離開絕不戀戰。 - 完成任務後會在辦事的地方放一朵花。 - 與楊超甯在便利商店打工，曾經是小恩常光顧的便利商店。 - 與月認識於高台。 - 暗殺金牌老大失敗，生死不明。 |
| G           | 殺手，登峰造極的畫。           | 不明。                                     | 正常。現為殺手。                                    | - 超級台的標準台客、最強殺手，領悟槍神奧義，曾是殺手霜的男友，為人個性懶散、不好戰、不拘小節、喜歡正妹、馬尾控。 - 會幫被殺的人完成他最後一個願望，譬如堆骨牌、殺死將會取代已故全壘打王寶座的人...... - 與火魚在國外小鎮短暫交流、與Mr.NeverDie在澡堂相遇。 - 在泰利颱風夜晚，接到刺殺冷面佛的單子，並且成功殺掉冷佛。 - 為了要完成冷佛死前的願望:把烏鴉男和兵毒這兩個辦事不力的混帳手下做掉，去與烏鴉男和兵毒對決，意外救了Mr.NeverDie。                                                                               |
| 吉思美      | 殺手，蒐集不幸的天使。         | 不明。                                     | 死亡。被陳慶之的手下殺死。                          | - 本名Ramy。 - 平時為社工。殺死受虐小孩的父親，並與他們簽契約成年後把收入的十分之一給她，月是第一個，炮頭因被救，不當小混混之後視其為恩人。 - 接受了陳慶之的單刺殺金牌老大成功。 - 後接受月的建議到巴爾幹半島度假，陳慶之追至，被其手下殺死。 |
| 角          | 殺手，見識到，很了不起的東西。 | 沒有。                                     | 死亡。代替荆轲，刺殺秦王失敗，被殺死。              | - 與荊軻比劍術，敗給荆轲，並被斬下一隻手 - 代替荊軻，刺殺秦王失敗，被殺死。 |
| 月          | 殺手，風華絕代的正義。         | 被殺死。                                   | 正常。現為殺手。                                    | - 本名周子淵。 - 童年時被吉思美所救，接單由全民決定，設立了一個獵頭網站。平時為攝影師。 - 認識鷹，協助吉思美完成金牌老大的單，也同時紀念鷹。 - 認識歐陽盆栽，網路上時常交換意見。 - 殺死葉素芬後被豺狼以神經毒箭捉住，經彥琪求情後放過他，繼續當殺手。 |
| 歐陽盆栽    | 殺手，每件事都有它的代價。     | 賭贏賭神。                                 | 死亡。達成制約。賭贏賭神後自殺。                    | - 善良的殺手，用盡所有力量拯救目標的性命。 - 師父為騙神。 - 女友被殺，與九十九聯手殺掉小劉後，向賭神挑戰。 - 賭贏賭神後，拜託賭神殺死冷佛，便舉槍自盡。 |
| 九十九      | 殺手，千金難買運氣好。         | 做滿九十九次惡夢。                         | 退休。達成制約。現為殺手經紀人。                    | - 曾經是一個殺手，現為殺手經紀人。 - 協助歐陽盆栽進行報仇。 |
| 藍調爵士    | 殺手，千金難買運氣好。         | 不明（窮凶極惡）。無法拒絕委託。           | 正常。本業為心理醫生。                              | - 經紀人為九十九。師父為Dr. hydra。 - 以催眠手段殺人，在心理診所內擁有完全支配權。 - 接受貓胎人諮詢，催眠其墜樓壓死王董。 - 協助火魚消除過去記憶。 |
| 鐵塊        | 殺手，流離尋岸的花。           | 不明。                                     | 死亡。                                              | - 經紀人：鄒哥。 - 脫北者，在泰國和火魚短暫對付職業殺手，被火魚稱作「鐵拳脫北者」。 - 以拳頭為武器，中拳足以致命，出拳會散發出火藥的氣味。 - 欲刺殺瑯鐺大仔，因為豺狼的插手而失敗，被義雄的手下處以釘刑致死。 |
| Mr.NeverDie | 殺手，無與倫比的自由。         | 太陽從西邊出來，一萬隻烏鴉同時朝我飛過來。 | 退休。達成制約。正逐漸變成一個殺人魔。              | - 本名吳蒼葉。 - 經紀人:鄒哥。 - 本為國手，然因幫跑路的教練簽了本票而被討債集團追殺，意外殺死了鄒哥下的殺手阿莫，之後透過阿莫找上鄒哥，成為殺手。 - 成功殺死了因無法完成制約「殺死絕對殺不死的人」而變成殺人魔的「火輪胎」，又殺死了已多次完成制約又重操殺手舊業害怕自己會淪為殺人魔而找了十個殺手來殺自己的「W」。 - 接到殺死瑯鐺大仔的單，途中因遇到冷面佛保鑣烏鴉男和兵毒達成制約。 - 在無法十日最後一天，扛著一袋手榴彈，在緊急關頭亂入警政總署，並將多個手榴彈同時引爆，給了阿樂、火魚、燕子、不夜橙撤退的好機會。 |
| 阿樂        | 殺手，價值連城的幸運。         | 遇到喜歡我，我也喜歡的女人。               | 達成制約，但仍在接單。                              | - 本名鐘家樂。 - 經紀人：曉茹、韓吉、陳老師、老雷諾。 - 師兄是鷹，極度渴望有一個女友。經由韓吉介紹認識小仙。 - 以中獎彩券的面額決定要接的單。 - 接到獵殺火輪胎和W的單，與W交手兩次沒成功，遇到殺死W的Mr. Neverdie。 - 無法十日接下保護老茶的單，任務失敗，最後與燕子成為情侶。 |
| 火魚        | 殺手，迴光返照的命運。         | 成為一個搖滾歌手。                         | 消失。現為火吉他。                                  | - 這一世的名字是金橫泰。 - 經紀人：劉錚、火柴頭、船井先生、菸斗太太。 - 曾經是黑白、甲蟲、喪屍、番茄。 - 雙槍殺手，往往會對已死的目標多射幾顆子彈。 - 拜託藍調爵士再對他腦袋裝設記憶炸彈，炸彈在他擊殺老茶任務的尾聲爆炸，變成火吉他。 - 在記憶炸彈裝設後殺死了他三個經紀人（菸斗太太在火魚下手前已在病床上斷氣）以防下一世的他和自己的人生有所聯繫。 |
| 不夜橙      | 殺手，末路花開的美夢。         | 找到當初刺殺熊大的殺手(阿樂)。             | 死亡。達成制約。跟目標A永遠停留在自己唯一的預知夢。 | - 經紀人：九十九、曉茹、鄒哥。 - 以過人的耐心思考殺死目標的方式，如何能殺死最少無辜完成單子。 - 在無法十日中接下曉茹保護老茶的單子，在最後一日因為老茶被劫到警政總署而轉變為殺死老茶。 - 在警政總署被阿樂擊中，瀕死時來到紙箱國，死亡後進入預知夢遇到目標A。 |
| 炮頭        | 殺手，勢如破竹的勇氣。         | 沒有。                                     | 正常。成功殺死瑯鐺大仔。                            | - 七歲時被吉思美立下契約。 - 十八歲前夕被金毛陳教唆犯罪去坐牢讓一些警察升官，隨後因小仙殺了金毛陳，使自己被黑白兩道追殺。 - 利用大懶叫給予的內力，行俠仗義。 - 雖然無意，但是在現場接受委託，而被認可為殺手，收到蟬堡。 - 炮頭感覺到小仙散發出來的殺氣，似乎參雜許了多無法統合的意念。 - 請求G殺死自己，完成他的願望「殺死所有阻止自己和瑯鐺大仔決鬥的人」但因為子彈貴，子彈只是擊中炮頭的膽囊。 |
| 燕子        | 殺手，流焰紛飛的奇蹟。         | 不明。                                     | 正常。                                              | - 擅使飛刀，刀飛行的樣子有如燕子一般。 - 在警政總署重創火魚。 - 無法十日同時接到保護老茶和殺死老茶的單，和阿樂救出老茶後又將其殺死。 - 無法十日後和阿樂成為情侶。 - 喜歡吃咖哩飯。 |

### 非殺手
| 姓名     | 主要登場章節                                                       | 狀態                                           | 簡介 |
| -------- | ------------------------------------------------------------------ | ---------------------------------------------- | --- |
| 樊於期   | 殺手，見識到，很了不起的東西。                                     | 死亡。被太子丹派來的刺客殺死。                 | - 與荊軻一起計畫刺殺秦王嬴政。 - 被太子丹派來的刺客殺死。 |
| 荊軻     | 殺手，見識到，很了不起的東西。                                     | 死亡。被毒死，頭顱被角砍下。                   | - 與樊於期一起計畫刺殺秦王嬴政。 - 在被太子丹派來的刺客追殺時，想讓角見識一下所謂天下第一劍客所使用的第三流的劍法，在鐵網束縛下，把刺客團殺到只剩首領。 - 精疲力盡後，首級跟炎楓劍被角取走。 |
| 趙彥琪   | 殺手，風華絕代的正義。                                             | 正常。現為警察。                               | - 為一名女警，擁有千里窺視罪犯的能力，為月的支持者 - 捷運上與甯短暫對話。 |
| 貓胎人   | 殺手，夙興夜寐的犯罪。                                             | 死亡。遭藍調爵士催眠而跳樓身亡。               | - 被藍調爵士催眠而跳樓身亡，意外砸死剛對他下單的王董 |
| 小恩     | 殺手，流離尋岸的花。                                               | 死亡。刺殺義雄失敗，被義雄的手下處以拋刑致死。 | - 本名李映彤。 - 刺殺義雄失敗，被義雄的手下處以拋刑致死。 - 死前留下刺殺瑯鐺大仔的單子被鄒哥發現，被Mr.NeverDie接下。                                                                        |
| 王董     | 殺手，千金難買運氣好。                                             | 死亡，被貓胎人墜樓砸死。                       | - 恆塑集團總裁。 - 下單給九十九殺掉親生兒子及自認違反社會道德之人。 |
| 目標Ａ   | 殺手，末路花開的美夢。                                             | 正常，存活在不夜橙的夢中。                     | - 小雪(愛情兩好三壞女主角)於紙箱國賣夢所產生 - 有自己意識，但只能存在於夢境中。 |
| 曉茹姊   | 殺手，價值連城的幸運、殺手，末路花開的美夢、殺手，流焰紛飛的奇蹟。 | 正常，目前為殺手經紀人。                       | - 為阿樂的殺手經紀人。 - 介紹神醫山繆給象山小子，使其成為殺手醫生。 |
| 象山小子 | 殺手，流焰紛飛的奇蹟。                                             | 正常，目前為殺手黑市密醫。                     | - 本名: 李易謙 - 隱瞞家人，誤打誤撞成為專治殺手的醫生，治療過阿樂與燕子。 |

## 其他角色

### 殺手
| 姓名                   | 初次登場章節                                  | 制約                                       | 狀態                                | 簡介 |
| ---------------------- | --------------------------------------------- | ------------------------------------------ | ----------------------------------- | --- |
| 霜                     | 殺手，登峰造極的畫。                          | 找到生命伴侶。                             | 死亡。達成制約。復仇失敗，被G殺死。 | - 和西門聯手欲殺掉G，替自己的男朋友復仇，失敗後，被G殺死。 - G的前女友。 |
| 西門                   | 殺手，登峰造極的畫。                          | 不明。                                     | 正常。現為殺手兼燒盆。              | - 是個殺手兼燒盆，擁有一流的狙擊技術，也專門訓練殺手。 - 與霜一起計畫殺掉G，最後失敗。 |
| 不明(為鷹與阿樂的師父) | 殺手，陽台上燦爛的花。 殺手，價值連城的幸運。 | 遇到喜歡我，我也喜歡的女人。               | 正常。                              | - 因為出櫃，而無法達成制約。 |
| 豺狼                   | 殺手，風華絕代的正義。                        | 不明。                                     | 不明。                              | - 專門獵捕殺手的殺手（也會殺一般人），會將獵物吞進肚子。 - 以自製毒箭毒藥殺人。 - 被國安局注射藥物，以解藥為代價企圖殺死月。 - 發現解藥為假，企圖下單給Ｇ殺死自己以求對決。                                                   |
| 騙神                   | 殺手，每件事都有他的代價。                    | 遇到即使不用騙術也願意心甘情願去死的目標。 | 達成制約。肺癌治療中。              | - 歐陽盆栽的師父，將歐陽盆栽的師兄師姐害死。 - 菸癮，以尼古丁化為騙人的原料。 - 遺憾未能挽救達成制約的目標。 |
| 鬼哥                   | 殺手，千金難買運氣好。                        | 當上殺手界的第一把交椅。                   | 死亡。被飆車族殺死。                | - 經紀人：九十九。 - 五十多歲，個子瘦長皮膚黝黑，刻意流長鬍鬚，在林森北路某地下道的算命師。 - 一次完成任務後在公園遇上一群飆車族，因誤會遭飆車族砍傷，全身人砍傷一百多刀，失血過多，當場喪命。                                |
| 三個月小姐             | 殺手，千金難買運氣好。                        | 不明。                                     | 正常。現為殺手。                    | - 經紀人：九十九。 - 女殺手，善長蛇毒。 |
| 阿莫                   | 殺手，無與倫比的自由。                        | U2來到台灣開演唱會。                       | 死亡，被Mr.NeverDie殺死。           | - 梳著油頭，沉默寡言，鄒哥手下的一流殺手，很討厭U2。 - 冷面佛下單殺死在辦公室內所有人，意外遇見Mr.Neverdie。 |
| 烏鴉男                 | 殺手，無與倫比的自由。                        | 不明。                                     | 死亡，被G殺死。                     | - 冷面佛的保鑣，每當他完成任務時會紋一個烏鴉紋身。 - 和兵毒在富貴年華遇到Mr.NeverDie，並達成了他的制約。 - 冷面佛死前下單要求G殺死他和兵毒，被G殺死。                                                                         |
| 兵毒                   | 殺手，無與倫比的自由。                        | 不明。                                     | 死亡，被G殺死。                     | - 冷面佛的保鑣，胸前有太陽紋身。 - 和烏鴉男在富貴年華遇到Mr.NeverDie，並達成了他的制約。 - 冷面佛死前下單要求G殺死他和烏鴉男，被G殺死。                                                                                       |
| 小仙                   | 殺手，價值連城的幸運。                        | 不明。                                     | 正常。現為殺手。                    | - 經紀人：韓吉。 - 女殺手，年紀目測不超過二十八。 |
| 火輪胎                 | 殺手，價值連城的幸運。                        | 殺死一個絕對殺不死的人。                   | 死亡，被Mr.NeverDie殺死。           | - 經紀人：曉茹。 - 萌生退意但無法完成制約，後來瘋了，還到處亂殺人。 - 幾個曾經幫過火輪胎接單的經紀人聯手擺明了懸賞，私下處理掉他。                                                                                            |
| 劍哥                   | 殺手，價值連城的幸運。                        | 不明。                                     | 死亡，被火輪胎殺死。                | - 經紀人：錢老。 - 接下殺火輪胎的四個殺手之一。 - 被火輪胎掃射，身中十六發子彈，坐在樓梯上死去。 |
| 龍盜                   | 殺手，千金難買運氣好。 殺手，價值連城的幸運。 | 不明。                                     | 正常。現為殺手。                    | - 經紀人：九十九。 - 接下殺火輪胎的四個殺手之一。 |
| W                      | 殺手，價值連城的幸運。                        | 不明。                                     | 死亡，被Mr.NeverDie殺死。           | - 資深的老殺手，連續七次完成制約退出後重返殺手界。 - 下了一張單給十一個曾經跟他合作過的經紀人，買他一個死，而且想在死前以殺手的身份享受跟後輩最後的對決。 - 與阿樂交手兩次沒被殺死，一個禮拜後死在與Mr.NeverDie的瘋狂對決中。 |
| 房東                   | 殺手，流焰紛飛的奇蹟。                        | 不明。                                     | 死亡，在一次任務中受到重傷而死。    | - 為象山小子的房東，身為曉茹姊的殺手，但沒有特色也不厲害，為了女兒才努力接單，因此經常受傷，成為象山小子練習手術的對象，死後葬於台北象山。 - 介紹女兒給象山小子，但並不知道女兒的鬼子身分。                                   |

### 黑道
| 姓名     | 初次登場章節               | 狀態                      | 簡介 |
| -------- | -------------------------- | ------------------------- | --- |
| 金牌老大 | 殺手，蒐集不幸的天使。     | 死亡。被吉思美殺死。      | - 四大幫派黑湖幫的前掌門人。 - 不許兒子陳慶之沾上黑道分毫，打算讓他畢業後出國念書，拿到博士學位再回台灣。 - 被兒子下單殺死，此事成為引發無法十日的原因。 |
| 陳慶之   | 殺手，蒐集不幸的天使。     | 正常。                    | - 金牌老大獨子 - 委託吉思美刺殺金牌老大，此事成為引發無法十日的初衷。 - 吉思美成功殺掉金牌老大後，命令其手下殺掉吉思美滅口。                             |
| 冷面佛   | 殺手，每件事都有它的代價。 | 死亡。被G殺死。           | - 四大幫派情義門的前掌門人。 - 在富貴年華被G殺死，死前下單要求G把烏鴉男和兵毒這兩個辦事不力的混帳手下做掉。                                              |
| 陳郎當   | 殺手，流離尋岸的花。       | 死亡。被炮頭殺死。        | - 人稱「啷噹大仔」。 - 四大幫派鬼道盟的前掌門人。 - 黑金立委。                                                                                           |
| 義雄     | 殺手，流離尋岸的花。       | 正常。                    | - 啷當大仔的二當家。 - 小恩刺殺義雄失敗，被他命令手下處以拋刑致死小恩。 - 啷噹大仔死後接手鬼道盟。                                                       |
| 張天益   | 殺手，無與倫比的自由。     | 死亡。被Mr.NeverDie殺死。 | - 人稱「益哥」。 - 原隸屬於鬼道盟 - 土城肅德監獄裡的風雲人物。                                                                                           |

### 非殺手
| 姓名   | 初次登場章節           | 狀態   | 簡介 |
| ------ | ---------------------- | ------ | --- |
| 楊超甯 | 殺手，陽台上燦爛的花。 | 正常。 | - 和鷹在同一家便利商店打工 - 擁有察覺殺手的能力                                                                                        |
| 川哥   | 殺手，夙興夜寐的犯罪。 | 正常。 | - 警察，負責偵查貓胎人案件。以懷孕女檢察官作貓胎人陷阱，事件後升官。 - 經常跟受害者遺孀發生關係。 - 牌運奇佳時會遇到不幸事件。         |
| 丞閔   | 殺手，夙興夜寐的犯罪。 | 正常。 | - 菜鳥警察，川哥身旁的跟班。 - 愛講冷笑話，能在見到命案現場以後保持食慾。                                                              |
| 黑草男 | 殺手，千金難買運氣好。 | 正常。 | - 紙箱國的管理者。紙箱可盛裝夢境並以此交易給渴望夢境的人。 - 九十九曾在此交易。 - 不夜橙為常客，將目標死前最後一夢做為交易籌碼。       |
| 鄒哥   | 殺手，無與倫比的自由。 | 正常。 | - 經紀人，手下有阿莫、鐵塊、Mr.NeverDie。 - 尊重阿莫而討厭Mr.NeverDie，但極有職業道德不會出賣殺手。                                    |
| 山繆   | 殺手，流焰紛飛的奇蹟。 | 正常。 | - 為黑人，中文流利，酷似知名演員山繆·傑克森且同名。 - 熱愛手術，活耀於世界各地戰場，救人不分好壞，技術高超，在台灣期間收象山小子為徒。 |

## 殺手事件

### 死神泰利的大雨夜

#### 白天
葉素芬清晨在山區產業道上遭殺手月擊斃，隨後躲在樹上的豺狼用吹箭麻痺月，本欲殺死月，最後在趙彥琪的求情下放過月。
Mr.NeverDie剛好完成任務回到台灣，隨後接下小恩死前留下刺殺瑯鐺大仔的單。
歐陽盆栽與九十九聯手殺掉小劉，隨後歐陽盆栽前往登上麗星郵輪，九十九前往等一個人咖啡。
貓胎人去找藍調爵士看醫生，本欲殺掉藍調爵士，卻反而被催眠從大樓上摔下來，剛好掉落在凱迪拉克轎車上，並且剛好壓死坐在裡面的王董。
王董在等一個人咖啡向九十九下單獵殺貓胎人，出去後，坐在轎車裡面準備離開，卻被從大樓上摔下來的貓胎人壓死。
火魚在貓胎人跳樓後，找上藍調爵士，並要求藍調爵士炸光他腦袋的記憶，並且得知自己的從前。
炮頭找聖女李方琳嫖妓，欲借助她的能力，逃出台灣。

#### 夜晚
豺狼得知解藥是假的，便宰掉兩個從國安局派來的人，隨後便決定，要與G一決勝負。
歐陽盆栽賭贏賭神，隨後希望拜託賭神殺死冷面佛，便舉槍自盡，賭神隨後打了七通電話，召來三個可怕的殺手，準備刺殺冷面佛。

##### 三溫暖富貴年華

###### 西山包廂
第一個行刺冷佛的殺手，繩縫把兵毒踢入池子裡，隨後被烏鴉男殺死。
第二個行刺冷佛，偽裝成服務生的殺手，事跡敗露後逃出西山包廂，隨後被烏鴉男追上殺死。
同時Mr.NeverDie闖入三溫暖富貴年華大開殺戒，兵毒從西山包廂衝出。
炮頭被聖女李方琳傳送到西山包廂裡。
第三個行刺冷佛的殺手，G出現，詢問之後，朝冷面佛開了一槍。
炮頭請求G殺死自己，G朝炮頭開了一槍，炮頭許願讓G幫他殺死阻止自己跟瑯鐺大仔決鬥的人。
冷佛跟瑯鐺大仔的保鑣把子彈全都打在冷面佛的身上，並把清空子彈的手槍全都丟到池子裡，低頭讓道給炮頭，G隨後離開西山包廂。
炮頭成功殺死瑯鐺大仔。
冷佛和瑯鐺大仔在富貴年華的西山包廂裡雙雙殞命，冷面佛被G殺死、瑯鐺大仔被炮頭殺死。

###### 大廳
Mr.NeverDie在三溫暖富貴年華的大廳裡，剛好遇上烏鴉男，並決鬥的不分勝負。
之後衝出西山包廂的兵毒參戰，由於烏鴉男的滿身的烏鴉刺青與兵毒胸口上的太陽刺青，導致Mr.NeverDie的制約達成。
Mr.NeverDie抵抗一陣子，隨後逃跑，最後還是被追上，並遭毒打，當正要被打死的時候，G隨即出現，表示冷面佛已被他殺死，並說冷面佛死前的願望是做掉烏鴉男與兵毒這兩個辦事不力的混帳手下。
G間接救回Mr.NeverDie的命，隨即Mr.NeverDie用盡全身力氣逃出。 

#### 後續
Mr.NeverDie達成制約，並且正逐漸變成一個殺人魔。
冷佛和瑯鐺大仔的死亡，成為正式引發無法十日的導火線。
炮頭殺死瑯鐺大仔，成功為大懶叫報仇，並且存活下來。

### 無法十日

#### 第八日
不夜橙接到曉茹姐的追蹤老茶的單子(原本要給阿樂)。

#### 第十日
火魚從藍調爵士接下殺死老茶的單子，也確定老茶為某一世的經紀人。
老茶被警察押走。

##### 警政總署
潛入警政總署後，阿樂、燕子、老殺手和不夜橙、火魚展開對決。
老殺手一開始以強大的火力，壓制火魚、不夜橙，燕子以飛刀使火魚、不夜橙受到傷害。
隨後老殺手被不夜橙以子彈貫穿腹部，然後被火魚殺死。
阿樂、燕子帶老茶在撤退的時候，老茶被不夜橙開槍命中屁股，阿樂替燕子擋住不夜橙的子彈，隨後朝不夜橙開了一槍，不夜橙、阿樂雙雙中彈，火魚被燕子的飛刀重創。
Mr.NeverDie扛著一袋手榴彈，在緊急關頭亂入，並將多個手榴彈同時引爆，給了阿樂、火魚、燕子、不夜橙撤退的機會。

#### 後續
老殺手死亡。
阿樂與燕子帶著老茶聯手逃出警政總署。
老茶被燕子一刀正中眉心，當場死亡。
隔一天後，阿樂與燕子在等一個人咖啡成為情侶。
火魚與不夜橙聯手逃出警政總署。
火魚的記憶炸彈剛好引爆，失去記憶，一年之後成為 火吉他。
不夜橙來到紙箱國，死亡之後，與目標A永遠停留在自己唯一的預知幸福美夢裡面。

## 衍生作品
- 2011年電影《殺手歐陽盆栽》，監製曾志偉。
- 2013年香港漫畫《殺手，無與倫比的自由》，主編曹志豪。

## 腳註
1. ↑  並非殺手，只是殺人魔。
2. 1 2  殺手，風華絕代的正義。
3. 1 2 3 4 5 6 7  殺手，無與倫比的自由。
4. 1 2  殺手，千金難買運氣好。
5. ↑  殺手，夙興夜寐的犯罪。
6. 1 2 3 4 5  殺手，迴光返照的命運。
7. 1 2 3 4 5 6 7 8 9 10  殺手，勢如破竹的勇氣
8. ↑  殺手，每件事的有它的代價。
9. 1 2 3  殺手，無與倫比的自由
10. 1 2 3 4 5  殺手，價值連城的幸運
11. ↑  殺手，勢如破竹的勇氣。
12. 1 2 3  殺手，末路花開的美夢。
13. 1 2  殺手，迴光返照的命運。
14. 1 2 3  殺手，價值連城的幸運。
15. ↑  殺手，迴光返照的命運。、殺手，末路花開的美夢。